# IDAS (missile)
Pour les articles homonymes, voir Idas.

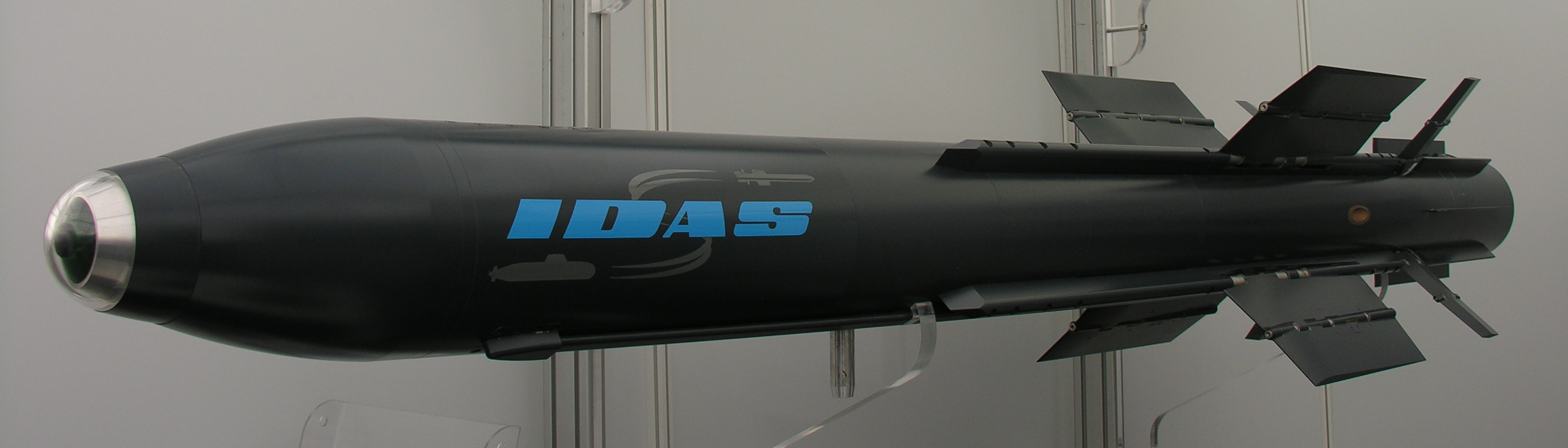
Le IDAS au salon TechDemo 2008

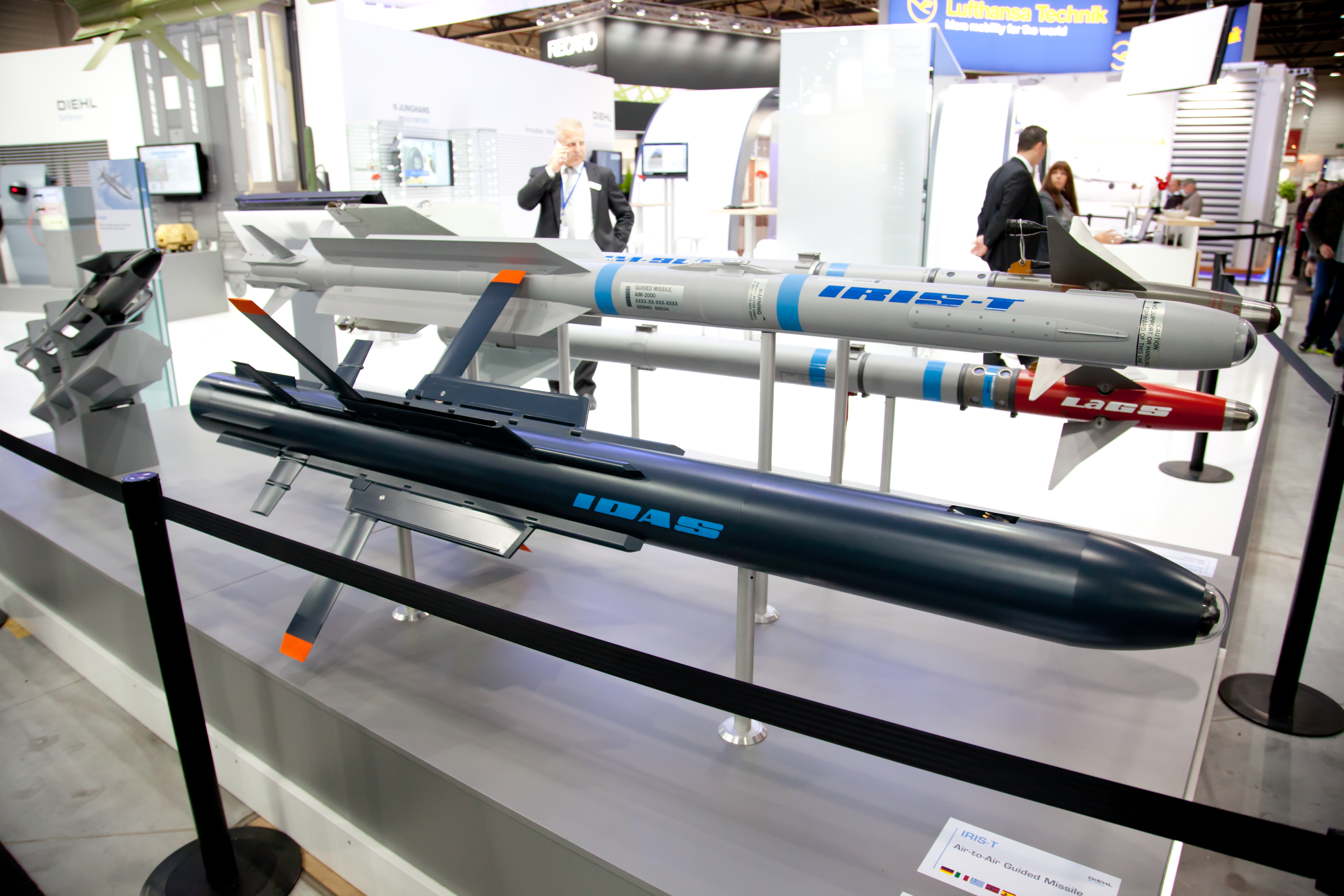
IDAS et IRIS-T

Le IDAS (acronyme de « Interactive Defence and Attack System for Submarines ») est un missile à moyenne portée, actuellement en développement pour la classe de sous-marins Type 209 et Type 212A de la marine allemande,.

## Description
La technologie de l’IDAS est basée sur le missile air-air IRIS-T. Elle est principalement ciblée contre les menaces aériennes, telles que les hélicoptères anti-sous-marins, mais aussi contre les navires de surface de petite ou moyenne taille ou les cibles terrestres côtières. Il est actuellement développé par Diehl BGT Defence et Howaldtswerke-Deutsche Werft, qui fait partie de ThyssenKrupp Marine Systems (TKMS), pour être tiré à partir des tubes lance-torpilles du sous-marin Type 212. Le IDAS sera guidé par fibre optique et il a officiellement une portée d’environ 40 km. Quatre missiles tiendront dans un tube lance-torpilles, stockés dans un magasin. Les premières livraisons du IDAS pour la marine allemande et la mise en service opérationnel étaient prévues à partir de 2014.
À l’exception de quelques années d’essais dans les années 1970 par la Royal Navy et la Marine israélienne du missile Blowpipe à courte portée guidé par télévision, le système IDAS est le premier missile au monde qui donne aux sous-marins la capacité d’engager des menaces aériennes lorsqu’ils sont en immersion, et le premier missile lancé par tube lance-torpilles qui n’émerge pas dans une capsule, mais est tiré directement à partir des tubes lance-torpilles.
Alternativement, le IDAS pourrait en théorie être tiré à partir du système de mât Gabler Maschinenbau TRIPLE-M, mais, au moins dans le nouveau sous-marin de type 216 actuellement en développement, le IDAS sera tiré normalement à partir des tubes lance-torpilles, tandis que le Muraena sera la principale option d’armement pour son système TRIPLE-M.
En mai 2013, la société turque Roketsan et le consortium allemand IDAS formé par Thyssenkrupp Marine Systems et Diehl BGT Defence ont signé un accord de coopération pour développer et fournir le missile IDAS lancé par sous-marin.